# На давній мотив
«На да́вній моти́в» — вірш Лесі Українки.
Вперше надруковано у збірці «На крилах пісень», 1893, стор. 41 — 43, поміщене також у київському виданні збірки.
Автографи — ІЛІШ, ф. 2, № 11, стор. 5 — 7, та ІЛІШ, ф. 2, № 747, стор. 53 — 55.